# Flaga stanowa Ohio
Flaga stanowa Ohio jest jedyną niebędącą czworokątem. Jej kształt ma symbolizować wzgórza i doliny tego stanu. Pasy są symbolem dróg lądowych i wodnych w Ohio. Kolory wzięto z flagi państwowej USA. Biały pierścień to inicjał nazwy stanu, a czerwone koło reprezentuje kasztanowiec gładki, od którego pochodzi przydomek Stan kasztanowca. Kasztanowiec stał się drzewem Ohio w 1953 roku. Siedemnaście gwiazd, oznacza, że był to siedemnasty stan przyjęty do Unii.
Przyjęta 9 maja 1902 roku. Proporcje 8:13.